# قائمة مصطلحات السومو

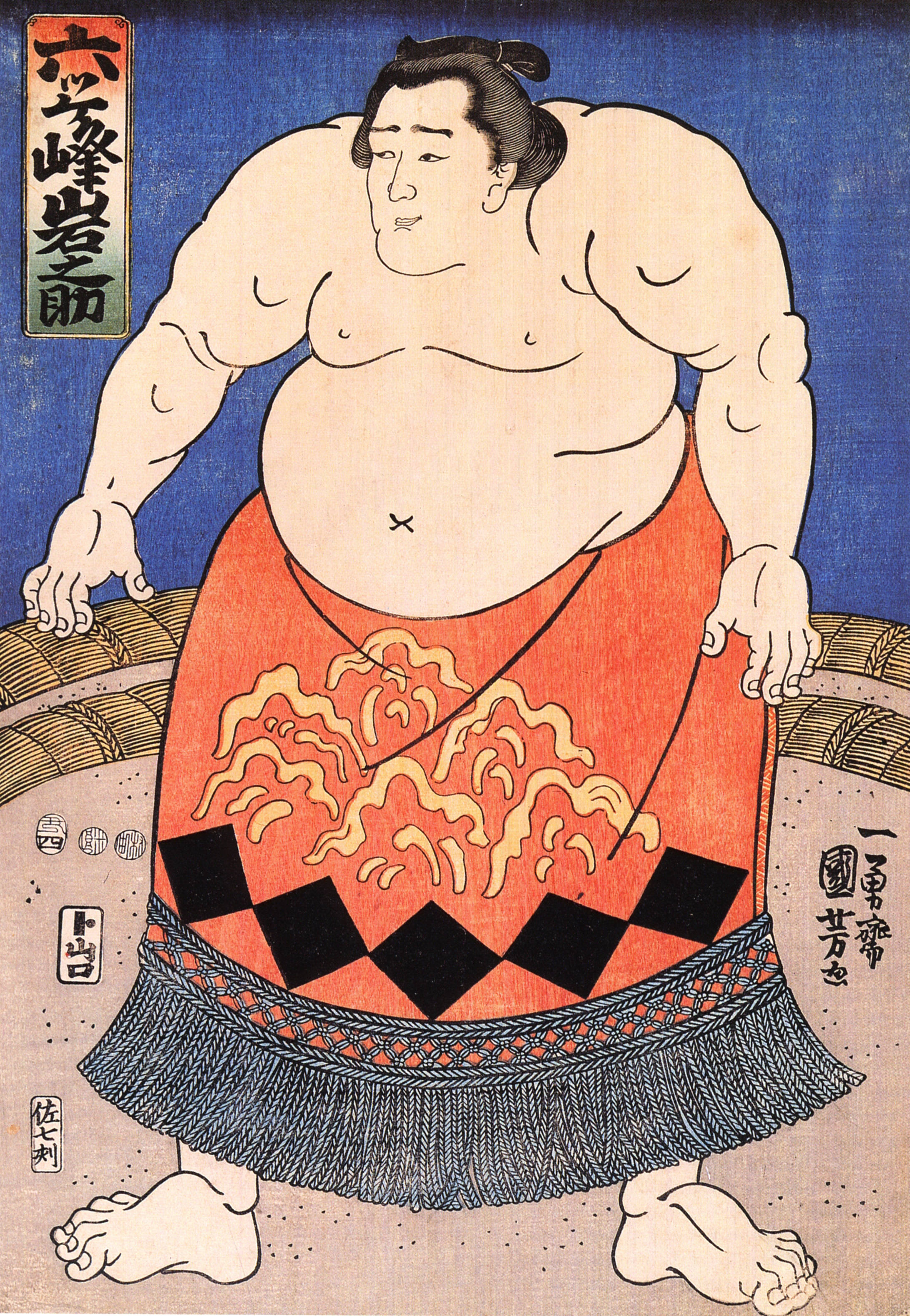
مصارع سومو يرتدي كيشوماواشي

توضح هذه القائمة المصطلحات الأساسية في رياضة السومو في اليابان.
- أوزيكي (大関)

مصارع سومو ذو ثاني أعلى ترتيب بين مصارعين السومو بعد اليوكوزونا.
- أوياكاتا (親方)

مدرب السومو، وغالباً ما يملك رخصة مكان تدريب السومو.
- إيتشيمون (一門)

مجموعة من هيا ذات علاقة مع بعضها. هناك خمس إيتشيمون في اليابان: ديوانومي، نيشونوسيكي، تاكاساغو، توكيتسوكازه، تاتسونامي. حتى عام 1985 كان المصارعون المنتمين إلى إيتشيمون واحد لا يسمح لهم بالمبارزة فيما بينهم في المسابقات.

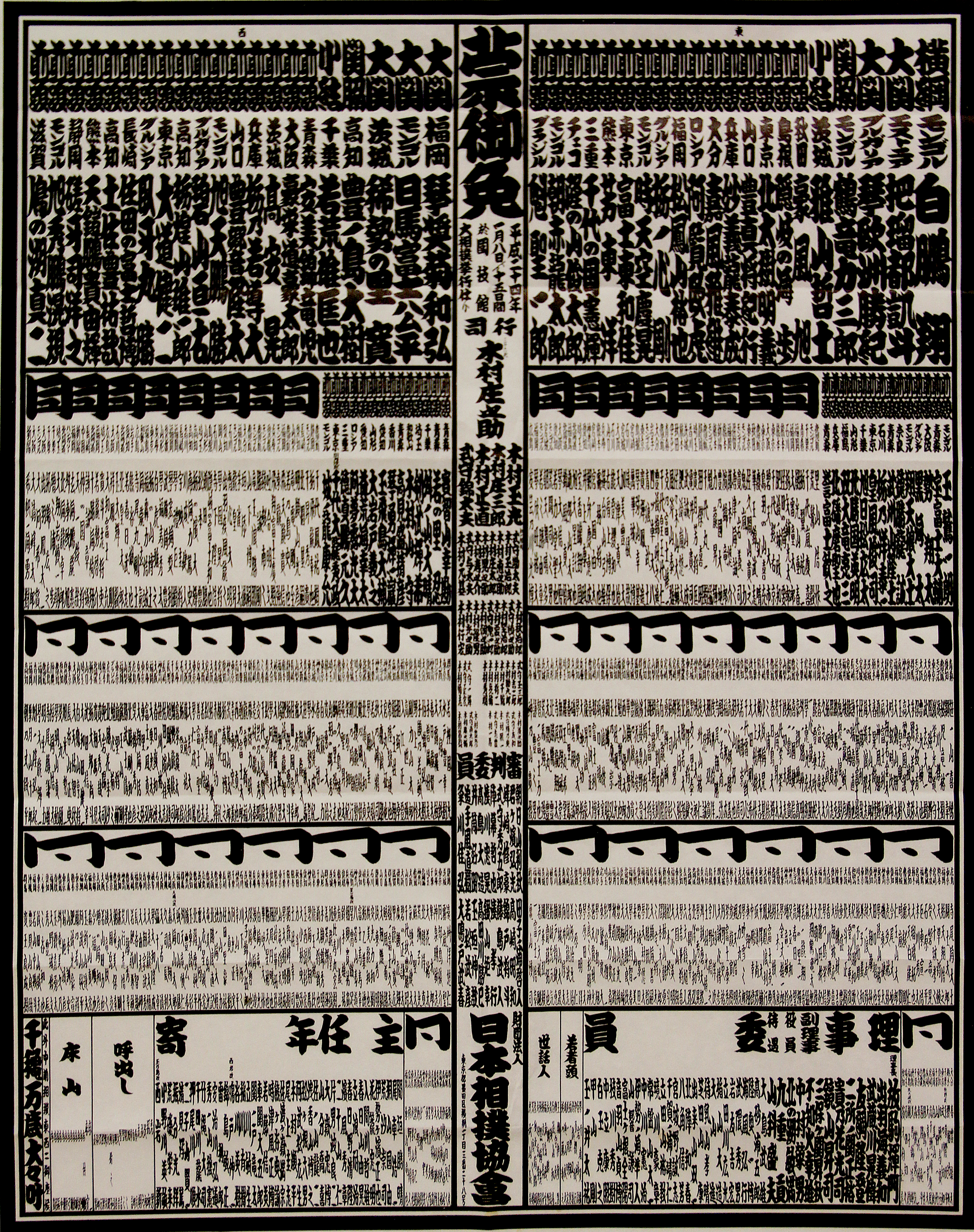
بانزوكه

- باشو (場所)

مسابقة سومو.
- بانزوكه (番付)

قائمة أسماء مصارعي السومو وفقاً لترتيبهم تكتب بالشودو.
- بانزوكه غاي (番付外)

مصارع سومو اسمه لم يحصل على ترتيب بعد وبالتالي اسمه ليس على بانزوكه.
- تاتشي أي (立ち合い)

المرحلة الأولى عند بداية المبارزة
- تاوارا (俵)

كومات من قش الرز. تدفن التاوارا بشكل نصفي في دوهيو لتبين حدوده.
- تسوكيبيتو (付け人)

ريكشي ذو مرتبة أقل يعمل كمرافق لمصارع ذو مرتبة سيكيتوري.
- تسونا (綱)

الحبل الثقيل الذي يلفه مصارع يوكوزونا، وهو أصل اسم يوكوزونا. يزن الحبل حوالي 15 كغ، ويكون أثقل في المقدمة منه في المؤخرة.
- تشانكونابه (ちゃんこ鍋)

حساء يأكله معظم مصارعي السومو كجزء أساسي في برنامجهم الغذائي.
- تشونماغه (丁髷)

هي ربطة الشعر اليابانية التقليدية التي يضعها مصارع السومو على رأسه.
- تشيكارا ميزو (力水)

وتعني «ماء القوة» وهو الماء الذي يغسل به مصارع السومو فمه قبل المبارزة يعطيه إياه المصارع الرابح الذي ربح في المبارزة السابقة له إن كان على جهة الدوهيو (الحلبة) ذاتها، أو من قبل المصارع التالي.
- توريكومي (取組)

مبارزة أثناء المنافسة.
- توريناأوشي (取り直し)

إعادة المبارزة. وذلك عند الشك في النتيجة.
- توشييوري (年寄)

مصارع سومو ذو عمر أكبر.
- توكوياما (床山)

مسرحوا شعر يوظفهم اتحاد السومو لتصفيف شعر المصارعين على شكل تشونوماغه للتحضير للمبارزات الرسمية.
- تيغاتا (手形)

نوع من الذكرى على شكل طبعة ليد مصارع السومو باللون الأحمر واسمه مكتوب بالخط الأسود على ورقة مربعة.
- تينّوهاي (天皇杯)

كأس الإمبراطور يمنح للفائز بالمسابقة لأعلى فئة منذ عام 1925.
- جوريو (十両)

عشرة ريو والتي كانت تساوي مرتب المصارع المحترف. وهو ثاني أعلى ترتيب لمسابقات المحترفين، تحت ماكونوأوتشي، وفوق ماكوشيتا وأدنى مرتبة يتلقى فيها المصارعين مرتبات كاملة.
- جونوكوتشي (序の口)

أدنى مرتبة في مصارعي السومو.
- جونيدان (序二段)

ثاني أدنى مرتبة في مصارعي السومو، فوق جونوكوتشي وتحت ساندانمه.
- جونيوشو (準優勝)

المرتبة الثانية في بطولة السومو.
- دانباتسوشيكي (断髪式)

حفل التقاعد، يعقد لكبار المصارعين في ريوغوكو كوكوغيكان بعد عدة أشهر من التقاعد حيث يتم قطع تشونماغه (خصلة الشعر في أعلى الرأس). يجب أن يكون المصارع قد بارز بمرتبة سيكيتوري لمدة 30 مسابقة لكي يعقد له طقس دانباتسوشيكي.
- دوهيو (土俵)

دائرة يقف داخلها مصارعي السومو أثناء المبارزة تصنع من طين خاص وتفرش بالرم. يتم بناء دوهيو جديدة قبل كل مباراة.
- دوهيوإيري (土俵入り)

طقس دخول الدوهيو يقوم به مبارزي طبقتي جوريو وماكونوأوتشي. يقوم مصارعي الجهتين الغربية والشرقية بالدوهيو-إيري، بينما يوكوزونا يقومان به بشكل منفصل.
- ريكيشي (力士)

تعني حرفياً «رجل القوة». وهي تشير بشكل عام لمصارع السومو.
- ساغاري (下がり)

الحبال المغروسة في مقدمة الماواشي (لباس المصارع).
- ساندانمه (三段目)

المستوى الثالث، ثالث أدنى مستوى في مسابقات السومو فوق جونيدان، وتحت ماكونوشيتا.
- سانياكو (三役)

ثلاث مستويات، وهم حملة الألقاب في مصارعي السومو. هم في الواقع أربعة ألقاب، يوكوزونا، أوزيكي، سيكيواكه، كوموسوبي.
- سوموتوري (相撲取)

تعني حرفياً «من يقوم بمصارعة السومو» ولكنها بشكل عام تشير إلى سيكيتوري.
- سوموجي (相撲字)

شكل الخط المستخدم في كتابة بانزوكه.
- سيكيتوري (関取)

مصارع سومو له ترتيب جوريو أو أعلى.
- سيكيواكه (関脇)

ثالث أعلى ترتيب في مصارعي السومو.
- شيروبوشي (白星)

تعني حرفيا «نجمة بيضاء» وتعني فوز في مبارزة، حيث تكتب بدائرة بيضاء.
- شيكو (四股)

تدريب السومو الذي ترفع فيه أحد الأرجل أعلى وقدر الاستطاعة وثم تخبط ثانية في الأرض بقوة، أثناء التدريب تكرر هذه الحركة مئات المرات.
- شيكونا (四股名)

«اسم المصارعة» هو اسم يستخدم للإشارة إلى المصارع الذي قد يشير إلى غرفة المصارع أو اسمه الأصلي أو أصله.
- شيكيري (仕切り)

فترة التحضير قبل المبارزة حيث يحدق كلا المصارعين بالآخر ويقومون برمي الملح وغيرها.
- شيمبان (審判)

حكم بجانب الحلبة الذي يقرر الحالة النهائية للمباراة في حال الشك.
- شيمبان إن (審判委員)

أحد أعضاء لجنة الحكام.
- شينديشي (新弟子)

طالب جديد في السومو.
- شينيتاي (死に体)

جسم ميت، هو المصارع الذي لم يكن أول من خرج من دائرة الحلبة ولكنه يعتبر خاسراً، مثلاً كان جسمه يتحرك في الهواء خارجاً من الحلبة بينما لمس المصارع الآخر الأرض.
- غونباي (軍配)

مروحة الحرب، تستخدم من قبل غيوجي (الحكم) للإشارة بالتعليمات والقرار النهائي.
- غيوجي (行司)

حكم السومو.
- فوسنباي (不戦敗)

خسارة بدون مبارزة. خسارة تسجل بشكل تلقائي نتيجة التغيب عن المبارزة أو الانسحاب.
- فوسنشو (不戦勝)

ربح بدون مبارزة. ربح بسبب عدم وجود الخصم.
- كاتشي-كوشي (勝ち越し)

عدد مرات ربح أكثر من الخسارة لمصارع في المنافسة، وهو بعدد 8 ربح لمصارع سيكيتوري في منافسة تحوي 15 مبارزة.
- كادوبان (角番)

أوزيكي الذي عانى من كاتشي كوشي في المنافسة السابقة، والمعرض لإزالة لقبه إذا ما سجل أقل من 8 ربح.
- كوروبوشي (黒星)

«نجمة سوداء» خسارة في مبارزة سومو، تسجل بدائرة سوداء.
- كوشوسيدو (公傷制度)

نظام الإصابة العام، يسمح هذا النظام للمصارع الذي أصيب بالمنافسة السابقة بالاستراحة للمنافسة التالية دون أن يؤثر ذلك على ترتيبه.
- كوموسوبي (小結)

«عقدة صغيرة»، رابع أعلى تصنيف لمصارعي السومو.
- كيشوماواشي (化粧廻し)

لباس أمامي يرتديه سيكيتوري أثناء دوهيو-إيري.
- كيماريته (決まり手)

طريقة الفوز في مبارزة سومو تعلن من قبل الحكم، هناك 82 طريقة فوز مختلفة.
- كينبوشي (金星)

«نجمة ذهبية» تمنح لمصارع ذو مرتبة مايه غاشيرا الذي ينجح في التغلب على يوكوزونا أثناء المنافسة في هوباشو.
- كينجيته (禁じ手)

«يد محرمة». هي حركة غير مسموحة أثناء المبارزة والتي تؤدي إلى خسارة المباراة. تتضمن هذه اللكم، والرفس، وضرب العينين، وشد الشعر.
- كينشوكين (懸賞金)

جائزة مالية تمنح من قبل الراعين للمبارزة تمنح للفائز على جونباي الغيوجي (مروحة الحكم). تذهب نص قيمة أموال الراعين إلى اتحاد السومو، ونصفها إلى الرابح.
- ماكه كوشي (負け越し)

خسارات أكثر من الربح للمصارع في المبارزة، تؤدي الماكه كوشي غالباً إلى تخفيض المرتبة.
- ماكوشيتا (幕下)

ثالث أعلى ترتيب لمنافسات السومو.
- ماكوشيتا تسوكيداشي (幕下付け出し)

المصارع الفائز الذي يستطيع الدخول إلى ماكوشيتا.
- ماكونوأوتشي (幕の内)

أعلى منافسات سومو المحترفين.
- ماواشي (廻し)

لباس مصارع السومو الذي يلف أثناء التدريب والمنافسات.
- مايه زومو (前相撲)

مصارعي السومو بدون ترتيب في أول مبارزاتهم.
- مايه غاشيرا (前頭)

خامس أعلى ترتيب في مصارعي السومو، وأدنى ترتيب في الماكه نو أوتشي.
- موتشكيوكن (持ち給金)

نظام الحوافز الذي يدفع للمصارعين.
- موشوبو (無勝負)

بدون نتيجة. تعادل.
- مونوإي (物言い)

النقاش الذي يعقد من قبل لجنة الحكام عند الشك.
- نيغيشيريو (根岸流)

نوع خط الشودو المستخدم في كتابة البانزوكه.
- نيكوداماشي (猫騙し)

تصفيق الأيدي عند بداية المبارزة لتشويش الخصم.
- نيهون سومو كيوكاي (日本相撲協会)

اتحاد السومو الياباني.
- هاريداشي (張り出し)

إذا كان هناك أكثر من مصارع على ترتيب سانياكو فإن المصارعين الآخرين يسمون هاريداشي.
- هاناميتشي (花道)

الطريقين الرئيسي في الغرب والشرق اللذان يربطان غرف التحضير والدوهيو.
- هونباشو (本場所)

منافسة سومو احترافية، تعقد 6 مرات في العام.
- هيا (部屋)

تعني حرفيا «غرفة» وتعني النادي الذي يتدرب فيه المصارع ويسكن فيه عندما يكون في المرتبات الدنيا.
- هيكيواكه (引分)

تعادل، وهي حالة نادرة جداً.
- هينكا (変化)

خطوة جانبية لتفادي الهجوم.
- هيوازا (非技)

لا تقنية. هي طريقة للفوز بدون أن يقوم الرابح باستخدام أي من تقنيات كيماريته. هناك خمس أنواع من الهيوازا.
- يوبيداشي (呼出 أو 呼び出し)

إعلان على المصارعين إلى الدوهيو قبل مبارزتهم.
- يوشو (優勝)

الفائز بالمنافسة.
- يوكوزونا (横綱)

وتعني حرفياً «الحبل العرضي» وهو أعلى ترتيب لمصارعي السومو.
- يوكوزونا شينغي كاي (横綱審議会)

هو المجلس الذي يعقد لإقرار الترشيح إلى مرتبة يوكوزونا.
- يوميتوري شيكي (弓取り式)

طقوس القوس تعقد عند نهاية يوم الهونباشو.